# Елия София
Елия София (на латински: Aelia Sophia; * ок. 530; † сл. 601) е византийска императрица, съпруга на император Юстин II.

## Произход и брак с Юстин II
Според „Църковна история“ от Йоан Ефески София е племенница на императрица Теодора – съпругата на император Юстиниан Велики. Йоан Ефески обаче не споменава имената на родителите на София. В своята „Тайна история“ Прокопий Кесарийски споменава, че Теодора има две сестри – Комито и Анастасия, една от които вероятно е майка на София. Прокопий нарича Комито една от най-прочутите хетери на своето време. Йоан Малала споменава, че Комито се омъжва за генерал Сита през 528 г. И тъй като няма никакви сведения дали Анастасия е била омъжена, много автори приемат, че Комито и Сита са родителите на Елия София.
За Сита се смята, че има готски или тракийски произход. За първи път той се споменава при управлението на Юстин I като doryphoros („телохранител“) в гвардията на Юстиниан, магистър милитум на Ориента. През 527 г. Сита и Вилизарий предвождат похода на византийските войски в Персоармения. Те постигат значителни успехи при разграбването на областта и пленяват много арменци. През 528 Сита е назначен за магистър милитум на Армения. Според Йоан Малала и Теофан Изповедник Сита набира чиновниците си от местните арменци, които познават по-добре тези земи. Прокопий Кесарийски съобщава, че Сита успява да подчини съседното кавказко племе цани и да го обърне от езичеството в християнството.
През 530 г. Сита става магистър милитум презентерис и води успешната отбрана на Теодосополис и Сатала срещу войските на Сасанидското царство, успявайи на два пъти да разбие врага и да го принуди да се оттегли обратно в Персия. През 535 г. Сита става патриций, а същата година е засвидетелствана и една негова победа над прабългарски войски край Янтра, в чест на която той е почетен като консул през 536 г. През 538 – 539 Сита е изпратен да потуши бунт в Армения и е убит в битката при Енохалакон.
При управлението на Юстиниан Велики София е омъжена за племенника му Юстин II. Двамата имат две деца – Юст и Арабия.

## Византийска императрица
Съпругът на София се възкачва на престола след смъртта на вуйчо си на 14 ноември 565 г. В своето тронно слово Юстин II споменава София като свой съуправител, което доказва, че съпругата на императора е притежавала значително влияние в двореца. Дворцовият поет Корип споменава, че София се заема лично с погребалната церемония на Юстиниан Велики и лично изтъкава неговия погребален покров, украсен със сцени от неговите триумфи.
Главно предизвикателство пред новата императорска двойка се оказват другите членове на Юстиниановото семейство, които в даден момент биха се оказали претенденти за властта като законни наследници на покойния император. Един от тези наследници е друг Юстин – син на Герман Юстин, който се прочува с военните си успехи и първоначално е смятан за подходящ кандидат за короната от военна гледна точка. Според Евагрий Схоластик Юстин II и София посрещат топло своя сродник в Константинопол, но скоро след това го изпращат на заточение в Александрия. През 568 г. друг член на императорската фамилия е убит в леглото си, вината за което Йоан от Биклария хвърля върху привърженици на императрицата. Евагрий Схоластик твърди, че главата на посечения била изпратена на Юстин II и София. Евагрий обаче е известен с негативното си отношение към императорската двойка, поради което не може да бъде приеман като обективен източник за събитията.
През 568 г. императорът освобождава префекта на Италия Нарзес от длъжност. Според Павел Дякон София изпраща писмо на Нарзес, в което заявява, че в гинекиона (отделението за жените) на императорския дворец има по-подходяща длъжност за евнух като него. Според Павел Дякон това писмо става причина Нарзес да избяга в Неапол, вместо да се върне в Константинопол, както му било заповядано от императора.
София упражнява и силно влияние върху финансовата политика на съпруга си. Според Теофан императрицата лично се занимавала с отчета на финансовите постъпления и плащанията от хазната, което възстановило капацитета на държавно съкровище. Императорската двойка се опитва да намали разходите и да увеличи постъпленията в хазната. Това става причина хронистите от това време да обвиняват Юстин II и София в алчност.
София приема името Елия в чест на своите предшественички от Теодосиевата династия. Тя е първата императрица, изобразена на императорските монети с инсигнии, като тези на съпруга си.
През 569 г. императорът и София подаряват реликварий с частица от Честния кръст на франската принцеса Радегунда. Подобен подарък е изпратен и на папа Йоан III. Въпреки това тяхната религиозна политика не е достатъчно ясна. Йоан Ефески споменава, че Юстин II и София са монофизити, които преминават в Халкедонската вяра за угода на Юстиниан Велики. По време на управлението си те правят опит за обединение на двете течения, който завършва с преследвания срещу монофизитите. През това време собствените вярвания на императорската двойка останали под съмнение.

## Регент
По време на поредната война срещу сасанидите от 573 г. Юстин II започва да получава периодични пристъпи на душевно разстройство, което му пречило да изпълнява задълженията си. Така според Григорий Турски цялата власт се съсредоточила в ръцете на София. Според Евагрий Схоластик София успява да договори примирие със сасанидския цар Хосрой I за срок от три години. Въпреки успеха си обаче императрицата се нуждаела от подкрепа, за да се задържи на регенткия пост. Поради това тя издига Тиберий II Константин за свой съуправител. През 1574 г. Тиберий е осиновен от Юстин II и като негов наследник е назначен за Кесар.
Йоан Ефески съобщава, че между Елия София и Тиберий II има разминавания относно финансовата политика на империята. Докато императрицата настоява за понижаване на разходите, Тиберий II настоява за увеличаването им заради нуждите на войската.
Според „Църковна история“ на Йоан Ефески по някое време Елия София решава да се омъжи за Тиберий. Бракът на Тиберий II и първата му съпуга Ино Анастасия обаче се оказва пречка пред плановете на Елия София и е причина съпругата и дъщерите на Тиберий да изпаднат в немилост пред нея. Тя не позволява на Ино и дъщерите ѝ Константина и Чарито да се установят в Големия дворец в Константинопол. Вместо това те са настанени в една от бившите резиденции на император Юстиниан I. Според Йоан Ефески Тиберий II всяка вечер нощува при семейството си. София категорично отказва да допусне Ино и дъщерите ѝ в двора и ги посещава само, за да ѝ засвидетелстват подобаващото ѝ се почитание.
През септември 578 г. Юстин II обявява Тиберий за свой съимператор. След смъртта на стария император през октомври 578 г. Елия София изпраща при новия император патриарха с мисията да убеди Тиберий да се разведе и да се ожени за дъщеря ѝ Арабия, но Тиберий категорично отказва да го направи.

## Последни години
Овдовялата Елия София обаче продължава да се титулува като Августа и да живее в императорския дворец. Междувременно съпругата на Тиберий II също е обявена за Августа, което не се нрави на Елия София. В същото време тя продължава да се меси във финансовите дела на империята. Според Григорий Турский Елия София взима участие в заговор срещу императора с цел замяната му с друг Юстиниан, по-малък брат на убития в Александрия Юстин. На това Тиберий II отговаря с конфискация на част от имуществото ѝ и със замяна на прислугата ѝ с верни нему хора. През 579 г. Елия София се премества в двореца Софиаи, построен в нейна чест. Според Григорий Турский там тя била почитана като майка на императора.
Тиберий II умира през 582 г., а престолът е наследен от фаворита на Елия София Маврикий, за когото според Григорий Турский Елия София също планирала да се омъжи. Маврикий обаче е сгоден за дъщерята на Тиберий – Константина, за която се жени през 582 г. Според изворите Констнатина е обявена за Августа, а София и Ино Анастасия продължили да носят същата титла. Според Йоан Ефески трите августи обитавали големия императорски дворец.
Първа от трите авсгусти умира Анастасия – през 593. Отношенията на Константина с Елия София се оказват по-добри отколкото между майка ѝ и Елия София. През 601 двете августи подаряват на Маврикий скъпоценна корона като общ подарък за Великден. Маврикий приема подаръка, но предпочита да остави короната в олтара на „Света София“ като личен подарък за църквата. По този повод името на София се споменава за последен път в историческите извори.